# 7TP
7TP је пољски лаки тенк из периода пре Другог светског рата. Током двадесетих и тридесетих година прошлог века борбене јединице Пољске армије су биле опремљене „пратећим типовима тенкова“ масе до 10 тона због чега су названи лаким тенковима: „Рено ФТ-17“, „Рено Р-35“, „Викерс Модел Е“ и 7ТП. 7ТП је био осмишљен и конструисан у Пољској као први тенк са дизел-мотором на свету. Био је један од најмодерније конструкцијски дизајнираних у то доба.
Осмишљавање је вршено на Истраживачком Комитету Државног Института за Инжињеринг 1933. године, и конструисан је према британском двокуполном тенку Vickers-E. Први прототип је био преузет у августу 1934. године. С обзиром да је био захтеван даљи рад на њему Техничко-Истраживачки Уред Оклопних Корпуса (пољ. BBT - Broni Pancernej) преузео је одговорност за комплетирање његовог дизајна и радова на документацији како би отпочела његова серијска производња.
Прва серија двокуполних тенкова 7ТП произведена је у Државном Институту за Инжињеринг (PZ inz, Чаковицама, близу Варшаве; сада Z.M. „Ursus“).
Двокуполна верзија тенка била је опремљена наоружањем састављеним од два митраљеза калибра 13.2 и 7.92 mm. Међутим, њихова ватрена моћ није задовољила пољско Министарство рата. Наређено је да се повећа његова ватрена моћ. Институт у Чаковицама је одлучио да реконструише тенк и на њега монтира Bofors Model 37 тенковски топ. На овај начин је развијена једнокуполна верзија тенка 7ТП.
Прототип је израђен 1936. и пошто се успешно показао на тестовима прва серија једнокуполних тенкова напушта Институт у Чаковицама 1937. Наредне, 1938, тенкови су били опремљени новим куполама које су са задње унутрашње стране биле опремљене акумулаторима ради снабдевања краткоталасног радио-одашиљача домета до 5 km. У периоду од 1937. до 1939. било је произведено око сто једнокуполних примерака.
Тенк је био осмишен на следећи начин: труп је био челичан, варене конструкција са оклопом који су чиниле превучене металне плоче дебљине од 5 до 17 mm, спојеним шрафовима са округлом главом. Купола је била постављена асиметрично, на леву страну трупа. Њена конструкција је била истоветна конструкцији трупа а напред је била опремљена истуреном металном плочом прилагођеном да носи -{Bofors 37-} модел тенковског топа, калибра 37 mm, исто добар као и Browning Model 30 7.92 mm спрегнути митраљез.
Купола је била постављена на кугличним лежајевима и покретан је ручно. С топом је био обједињен перископски нишански уређај произведен у PZO Варшава и њиме је руковао командир тенка који је истовремено обављао и дужност нишанџије. На десној страни топа било је место пуниоца. Пунилац је користио једнако добар „Gundlach“ перископски нишан. Овде је веома интересантно поменути да су „Gundlach“ нишански уређаји били претече модерних тенковских оптичких уређаја, који се и данас користе.
Са задње стране куполе било је акумулаторско сладиште који је снабдевао краткоталасни радио-уређај, типа 2N/C. Тенк је био опремљен са 80 топовских граната и 3960 m за митраљез. Имао је веома снажан Saurer, четворотактни, шестоцилиндрични линијски постављен VBLDb дизел-мотор од 110 коњских снага (81 kW) кубикаже 8.550 cm³ који је био водено хлађен. Обртни моменат је до мењача био преношен преко карданске осовине. Мењач који је био постављен у трупу преносио је снагу до гусеница преко система од два зупчаника омогућавајући четири брзине напред и једну уназад. На трупу, са предње десне стране била је постављена возачка кабина која је имала засебан приступ, поклопац са капком који је имао отвор за гледање. Постоље и вешање су се састојали од два зупчаника погонског уређаја на предњим странама, точкова „лењиваца“ на задњим крајевима страни и гусеница од 110 чланака, спојених клиновима. Гусенице су биле подупрте са четири носећа точка ( повратни ваљци) са обе стране. Труп тенка 7ТП био је постављен на четири групе са четири потпорна точка која су била повезана гуменим главама. Електрични систем од 24 W коришћен био је коришћен за стартовање мотора, за светлосне и сигналне потребе. Светлосни генератор типа 400/24, био је напајан из акумулатора са оловним батеријама и коришћен је као струјни генератор. Двострани фарови, рефлектор и задњи фар представљали су систем осветљења.
Током Септембарске кампање, тенк 7ТП био је у опреми многих борбених јединица:
1. Лаког тенковског батаљона у Пруској армији, Варшавској моторизовано-механизованој бригада под командом пуковника Стефана Ровецког, у Лубинској армији;
2. Лаког тенковског батаљона у Лођској армији;
3. Лаког тенковског батаљона који је учествовао у одбрани Варшаве.

Узимајући у обзир тактичко-оперативна својстава тенка 7ТП слободно се може закључити да био супериорнији од немачких тенкова исте класе „PzKpfw I“ и „PzKpfw II“ који су били коришћени у немачкој инвазији 1939. године. Међутим, упркос бројним победама у борбама са немачким тенковима као нпр. у близини Пиотркова 4. и 5. септембра и код Томашов Лубелског 18. септембра нису имали већи учинак у Септембарској кампањи због малог броја ангажованих и разбацаних у различитим борбеним јединицама.

## Камуфлажне боје и ознаке
7TP тенкови који су учествовали у Септембарској кампањи 1939, били су офарбани на два начина, коришћена у Оклопним Корпусима од почетка 1930-их година, базирана на три боје: маслинасто зелена (каки боја), пустињскожута и тамнобраон. У првој варијанти тенкови су били обојени у равне хоризонталне траке са глатким границама између боја. У другој варијанти цео тенк је био обојен маслинасто зелено (каки). Истовремено хоризонтални распоред боја у варјанти са три боје био је исти на свим нивоима. Поред камуфлажног бојења, 7TP тенкови су имали амблеме тенковских батаљона нацртане са обе стране куполе, у близини отвора за посматрање: белог јагуара у скоку - амблем 2. Лаког Тенковског Батаљона или белог бизона уоквиреног белим кругом - амблем 5. Лаког Тенковског Батаљона. По избијању непријатељстава ове ознаке су биле префарбане да би се непријатељу отежало распознавање пољских јединица.
Ови тенкови су коришћени 1939. године у саставу 1. и 2. батаљона лаких тенкова као и у одбрани Варшаве.
Тенкови 7ТП су били бољи од немачких лаких тенкова из 1939. године и могли су успешно да се супротставе тадашњим немачким средњим тенковима.
У борбама 1939. немачка армија је заробили одређену количину ових тенкова. Од њих је направљен 203. Оклопни Батаљон. Године 1940, већина ових тенкова је пренета у Норвешку, а један одред у Француску.